# Буктрейлер
Буктрейлер (англ. booktrailer) — это короткий видеоролик, рассказывающий в произвольной художественной форме о какой-либо книге. Цель таких роликов – реклама свежевышедших книг и пропаганда чтения, привлечение внимания к книгам при помощи визуальных средств, характерных для трейлеров к кинофильмам. Как правило, продолжительность буктрейлера составляет не более 3 минут. Такие ролики снимают как к современным книгам, так и к книгам, ставшим литературной классикой. Большинство буктрейлеров выкладывается на популярные видеохостинги, что способствует их активному распространению в сети Интернет. Главная задача буктрейлера - заинтересовать и удивить будущего читателя, привлечь внимание к сюжетной линии и  героям художественного произведения. При создании буктрейлера можно использовать видео, иллюстрации, фотографии, обложки книг.

## История
Первые буктрейлеры представляли собой слайд-шоу из иллюстраций с подписями или закадровыми комментариями. Именно таким было первое видео, снятое к роману Джона Фарриса в 1986 году.
В 2003 году на книжной ярмарке в Луизиане был впервые продемонстрирован буктрейлер к книге Кристин Фихан «Темная симфония» (англ. Dark Symphony). Это событие дало начало популяризации буктрейлеров, которые до этого распространялись в основном только в сети Интернет, среди широкой публики.
В России жанр буктрейлера появился в 2010 году. Специалисты издательства «Азбука Аттикус» стали одними из первых, кто использовал буктрейлер для продвижения книги. Ролик к книге Алексея Маврина «Псоглавцы» стал не только одним из первых, но и одним из самых дорогих: на его создание было затрачено около 10 000 долларов. Сейчас активно поддерживает направление создания буктрейлеров и издательство «Эксмо». На сайте издательства есть специальный раздел, где пользователь может найти ролики к книгам-новинкам.

## Классификация
По способу визуального воплощения текста:
1. игровые (мини фильм по книге);
2. неигровые (набор слайдов с цитатами, иллюстрациями, книжными разворотами, тематическими рисунками, фотографиями и т. п.);
3. анимационные (мультфильм по книге).

По содержанию:
1. повествовательные (презентующие основу сюжета произведения);
2. атмосферные (передающие основные настроения книги и ожидаемые читательские эмоции);
3. концептуальные (транслирующие ключевые идеи и общую смысловую направленность текста).

## Этапы создания
1. Выбрать книгу
2. Посмотреть примеры буктрейлеров.
3. Написать раскадровку к ролику. Найти иллюстрации, видеоматериал. Вынести в заголовок трейлера основную идею книги.
4. Записать аудиоматериал.
5. Объединить имеющиеся аудиоматериалы в ролик.
6. Просмотреть получившийся буктрейлер.
7. Продемонстрировать буктрейлер небольшой группе людей.

## Премии
Как в России, так и за рубежом учреждено несколько премий в области создания буктрейлеров. Наиболее известные зарубежные награды:
1. MobyAwards (организована издательством MelvilleHousePublishing, США);
2. BookVideo (учреждена лондонским книжным магазином Foyles);
3. Trailee (вручается американским изданием для детских библиотекарей SchoolLibraryJournal);
4. Scottish Children’s Book Awards (SCBA) (учреждена организацией Scottish Book Trust)
5. Booktrailers Online Awards (первая премия буктрейлеров в Италии)

Российские премии:
1. Videobooks (конкурс буктрейлеров, прошел летом 2012 г.)
2. Всероссийский конкурс буктрейлеров (для участия любой желающий может снять ролик длиной не более 2 минут и отправить его на конкурс)

Наконец, появляются конкурсы буктрейлеров. Летом 2012-го прошел конкурс буктрейлеров, который устраивал московский книжный магазин Dodo Space. Проводятся провинциальные конкурсы, а в ноябре 2012 года стартовал первый Всероссийский Конкурс-парад Буктрейлеров.